# 小行星25673
小行星25673（25673 Di Mascio）是一颗绕太阳运转的小行星，为主小行星带小行星。该小行星于2000年1月发现。

## 轨道参数
小行星25673的轨道半长轴为425 874 817 km，2.8467568 UA，离心率为0.059。